# Lista de integrantes de Morning Musume
Esta página é composta por todos os membros atuais e antigos do grupo de garotas japonesas Morning Musume . O grupo é conhecido por sua formação sempre flutuante, com "graduações" e audições realizadas quase todos os anos. 

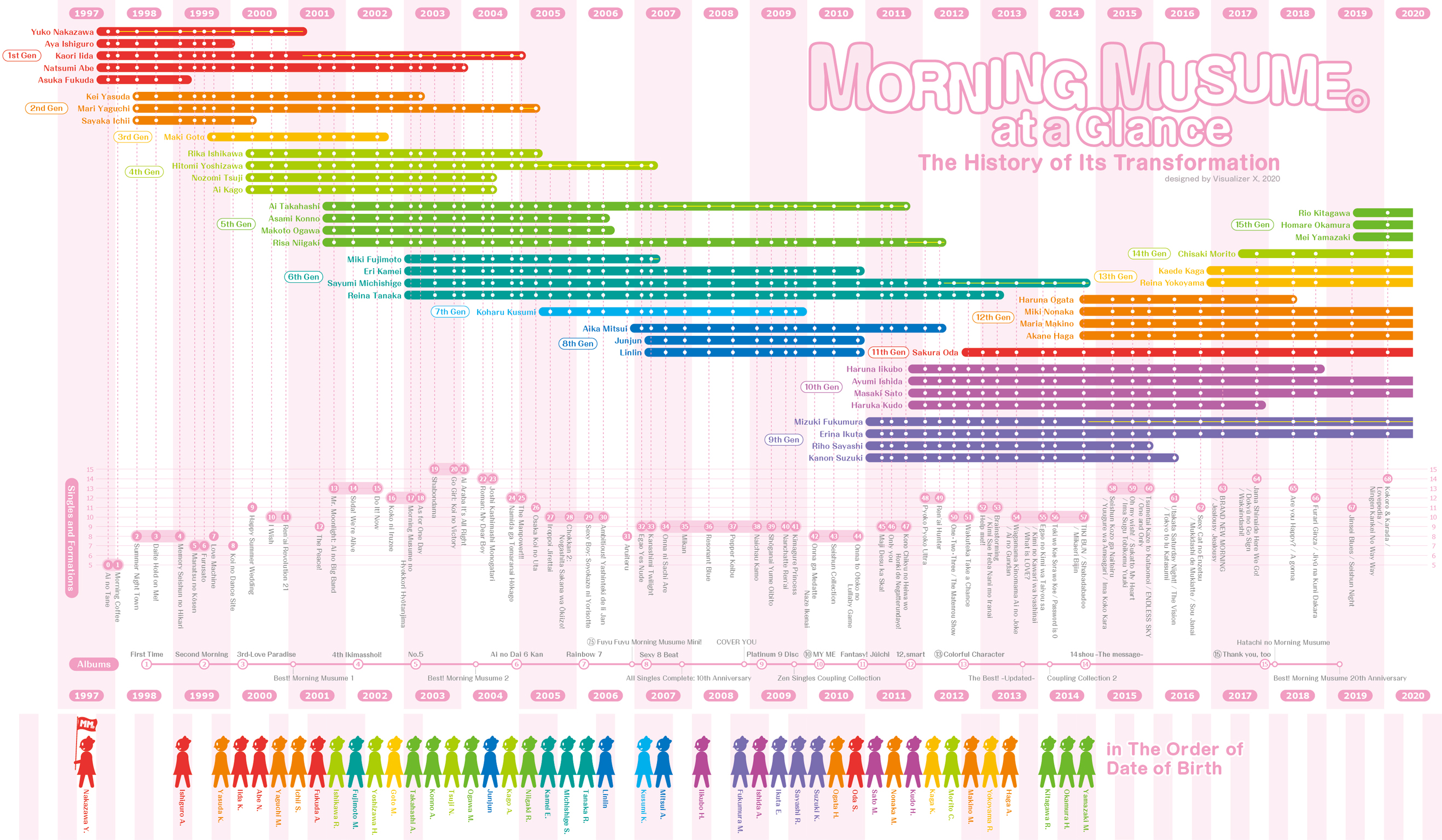
Tabela dos membros 1997-Presentee

## Membros atuais
Décima primeira geração (2012)
- Sakura Oda (小田さくら) (Irá se formar em 2026)

Décima segunda geração (2014)
- Miki Nonaka (野中美希)
- Maria Makino (牧野真莉愛)
- Akane Haga (羽賀朱音) (Irá se formar no outono de 2025)[1]

Décima terceira geração (2016)
- Reina Yokoyama (横山玲奈) (Irá se formar no outono de 2025)[1]

Décima quinta geração (2019)
- Rio Kitagawa (北川莉央) (Hiato até setembro)
- Homare Okamura (岡村ほまれ)
- Mei Yamazaki (山﨑愛生)

Décima sexta geração (2022)
- Rio Sakurai (櫻井梨央)

Décima sétima geração (2023)
- Haruka Inoue (井上春華)
- Ako Yumigeta (弓桁朱琴)

## Membros antigos
| - Yuko Nakazawa (中澤裕子, graduada em 15 de abril de 2001) - Aya Ishiguro (石黒彩, graduada em 7 de janeiro de 2000) - Kaori Iida (飯田圭織, graduada em 30 de janeiro de 2005) - Natsumi Abe (安倍なつみ, graduada em 25 de janeiro de 2004) - Asuka Fukuda (福田明日香, graduada em 18 de abril de 1999) - Kei Yasuda (保田圭, graduada em 5 de maio de 2003) - Mari Yaguchi (矢口真里, left 14 de abril de 2005) - Sayaka Ichii (市井紗耶香, graduada em 21 de maio de 2000) - Maki Goto (後藤真希, graduada em 23 de setembro de 2002) - Rika Ishikawa (石川梨華, graduada em 7 de maio de 2005) - Hitomi Yoshizawa (吉澤ひとみ, graduada em 6 de maio de 2007) - Nozomi Tsuji (辻希美, graduada em 1 de agosto de 2004) - Ai Kago (加護亜依, graduada em 1 de agosto de 2004) - Ai Takahashi (高橋愛, graduada em 30 de setembro de 2011) - Asami Konno (紺野あさ美, graduada em 23 de julho de 2006) - Makoto Ogawa (小川麻琴, graduada em 27 de agosto de 2006) - Risa Niigaki (新垣里沙, graduada em 18 de maio de 2012) - Miki Fujimoto (藤本美貴, left 1 de junho de 2007) - Eri Kamei (亀井絵里, graduada em 15 de dezembro de 2010) - Sayumi Michishige (道重さゆみ, graduada em 26 de novembro de 2014) - Reina Tanaka (田中れいな, graduada em 21 de maio de 2013) - Koharu Kusumi (久住小春, graduada em 6 de dezembro de 2009) - Aika Mitsui (光井愛佳, graduada em 18 de maio de 2012) - Junjun (ジュンジュン, graduada em 15 de dezembro de 2010) - Linlin (リンリン, graduada em 15 de dezembro de 2010) | - Mizuki Fukumura (譜久村聖, graduada em 29 de novembro de 2023) - Erina Ikuta (生田衣梨奈, graduada em 8 de julho de 2025) - Riho Sayashi (鞘師里保, graduada em 31 de dezembro de 2015) - Kanon Suzuki (鈴木香音, graduada em 31 de maio de 2016) - Haruna Iikubo (飯窪春菜, graduada em 16 de dezembro de 2018) - Ayumi Ishida (石田亜佑美, graduada em 6 de dezembro de 2024) - Masaki Sato (佐藤優樹, graduada em 13 de dezembro de 2021) - Haruka Kudo (工藤遥, graduada em 11 de dezembro de 2017) - Sakura Oda (小田さくら, graduada em 2026) - Haruna Ogata (尾形春水, graduada em 20 de junho de 2018) - Akane Haga (羽賀朱音, graduada em 27 de novembro de 2025) - Kaede Kaga (加賀楓, graduada em 10 de dezembro de 2022) - Reina Yokoyama (横山玲奈, graduada em 27 de novembro de 2025) - Chisaki Morito (森戸知沙希, graduada em 20 de junho de 2022) |

## Liderança
Morning Musume contém um papel de líder e sub-líder, que consiste em fornecer apoio moral ao grupo. A posição de sub-líder foi estabelecida em 16 de abril de 2001, quando Kaori Iida se tornou a segunda líder. 
| Líder             | Período do Tempo                                |
| ----------------- | ----------------------------------------------- |
| Yuko Nakazawa     | Formation – 15 de abril de 2001                 |
| Kaori Iida        | 16 de abril de 2001 – 30 de janeiro de 2005     |
| Mari Yaguchi      | 31 de janeiro de 2005 – 14 de abril de 2005     |
| Hitomi Yoshizawa  | 15 de abril de 2005 – 6 de maio de 2007         |
| Miki Fujimoto     | 7 de maio de 2007 – 1 de junho de 2007          |
| Ai Takahashi      | 2 de junho de 2007 – 30 de setembro de 2011     |
| Risa Niigaki      | 1 de outubro de 2011 – 18 de maio de 2012       |
| Sayumi Michishige | 19 de maio de 2012 – 26 de novembro de 2014     |
| Mizuki Fukumura   | 27 de novembro de 2014 – 29 de novembro de 2023 |
| Erina Ikuta       | 30 de novembro de 2023 – 8 de julho de 2025     |
| Miki Nonaka       | 9 de julho de 2025 – Presente                   |

| Sub Líder        | Período do Tempo                                |
| ---------------- | ----------------------------------------------- |
| Kei Yasuda       | 16 de abril de 2001 – 5 de maio de 2003         |
| Mari Yaguchi     | 6 de maio de 2003 – 30 de janeiro de 2005       |
| Hitomi Yoshizawa | 31 de janeiro de 2005 – 14 de abril de 2005     |
| Miki Fujimoto    | 15 de abril de 2005 – 6 de maio de 2007         |
| Ai Takahashi     | 7 de maio de 2007 – 1 de junho de 2007          |
| Risa Niigaki     | 2 de junho de 2007 – 30 de setembro de 2011     |
| Mizuki Fukumura  | 22 de maio de 2013 – 26 de novembro de 2014     |
| Haruna Iikubo    | 22 de maio de 2013 – 16 de dezembro de 2018     |
| Erina Ikuta      | 26 de novembro de 2014 – 29 de novembro de 2023 |
| Ayumi Ishida     | 31 de dezembro de 2018 – 6 de dezembro de 2024  |
| Sakura Oda       | 30 de novembro de 2023 – 2026                   |
| Maria Makino     | 9 de julho de 2025 – Presente                   |